# 巴斯村 (纽约州)
巴斯（Bath）是美国纽约州斯托本县的一个村。2000年人口普查的人口为5,641人。 巴斯是斯托本县的县城。 该社区被命名为英国城市巴斯，或劳拉·普尔特尼夫人，第一任巴斯伯爵夫人以及最初土地所有者威廉·普尔特尼爵士的女儿。
巴斯村位于巴斯镇内，位于埃尔迈拉的西北部，蒂龙西部。
巴斯是巴斯VA医疗中心（前老士兵之家），巴斯国家公墓和斯托本县博览会的所在地，这是美国最古老的连续展会。